# Elise Wennerstjerna
Catharina Elisabeth (Elise) Lovisa Wennerstjerna, född 9 oktober 1773 på Anneberg i Botilsäters socken, död 14 juni 1854 i Karlstad, var en svensk lärare och målare. Hon drev en på sin tid omtalad mamsellskola i Karlstad i slutet av 1700-talet och början av 1800-talet. 
Hon var dotter till kapten Hans Carl Wennerstjerna (1737–1802) och Eva Lovisa Bratt (1751–1834). Hon växte upp på Värmlandsnäs och levde sedan ogift i Karlstad med sina föräldrar. 
Från cirka 1794 och framåt höll hon en flickpension eller mamsellskola i Karlstad. Hon var en lokal berömdhet i Karlstad och var omtalad i hela Sverige för sin flickpension, där hon tog emot elever från adel och högre borgerskap i hela Värmland och kanske också längre bort. Det var inte en flickskola utan en flickpension där eleverna framför allt uppfostrades till att bli fina damer, hustrur och mödrar och undervisades i språk, musik, teckning och dans. Inom dessa ämnen hade skolan gott rykte och ansågs framstående; konstnären Per Nordquist var 1799–1800 anställd som teckningslärare på skolan. 
Wennerstjerna är representerad med några målningar vid Värmlands museum.